# Josef Tacl
Josef Tacl (3. března 1892, Ústí nad Orlicí – 2. září 1942, Berlín) byl důstojník československé armády a za okupace příslušník odbojové organizace Obrana národa popravený během druhé světové války nacisty.

## Život
Josef Tacl se narodil v Ústí nad Orlicí svobodné matce Anně Taclové, vdově po Čeňku Němečkovi. Po maturitě na učitelském ústavu v Poličce byl v letech 1910 až 1914 učitelem na obecné škole, ale po vypuknutí první světové války byl odveden do rakousko-uherské armády, v níž bojoval na ruské a italské frontě jako velitel čety a později roty. Po návratu do Československa se stal důstojníkem z povolání, zastával řadu velitelských a štábních funkcí, a jeho vojenská kariéra vyvrcholila velením 8. dragounskému pluku, v jehož čele stál od 30. září 1937 až do rozpuštění československých ozbrojených sil po okupaci republiky.
Poté navázal spojení se zemským velitelem Obrany národa pro Čechy divizním generálem Vojtou a zapojil se do organizace odboje ve východních Čechách jako velitel Krajského velitelství ON Pardubice, a podílel se i na vytváření Krajského velitelství ON Hradec Králové a Okresního velitelství ON Vysoké Mýto a samostatné brigády ON Českomoravská vysočina (sídlo štábu Německý Brod). Již 6. února 1940 byl zatčen gestapem a uvězněn nejprve v Pardubicích a později v Drážďanech a Lipsku. Dne 17. prosince 1941 byl tzv. Lidovým soudem v Berlíně odsouzen k trestu smrti, který byl vykonán 2. září 1942 ve věznici Plötzensee. Jeho manželka zemřela již 22. dubna 1940 následkem nervového otřesu, který utrpěla po jeho zatčení.

## Pamětní místa
Pomník padlým a popraveným absolventům Vysoké školy válečné před budovou ministerstva obrany ČR.

## Galerie

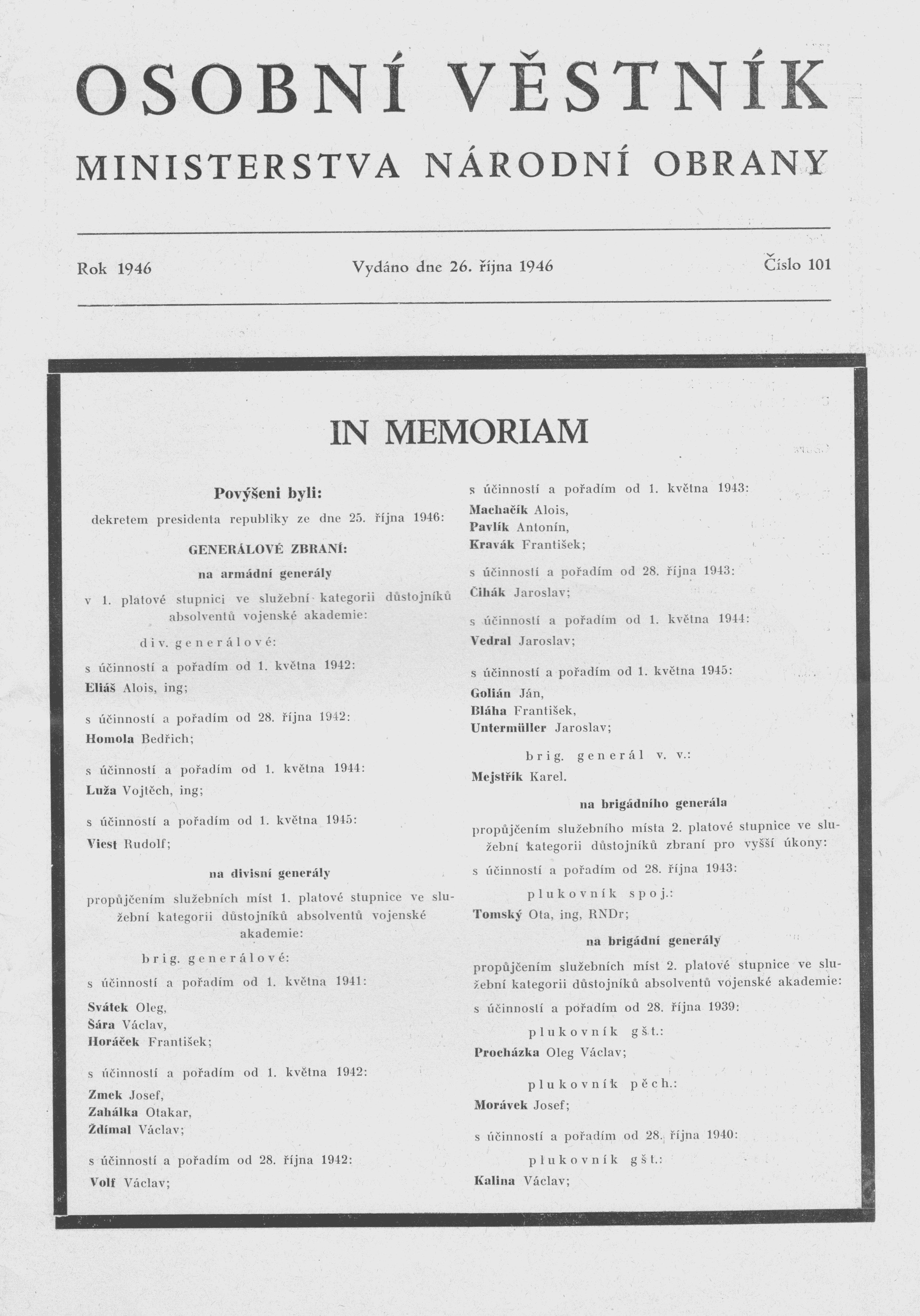
Osobní věstník MNO číslo 101, rok 1946 – titulní strana
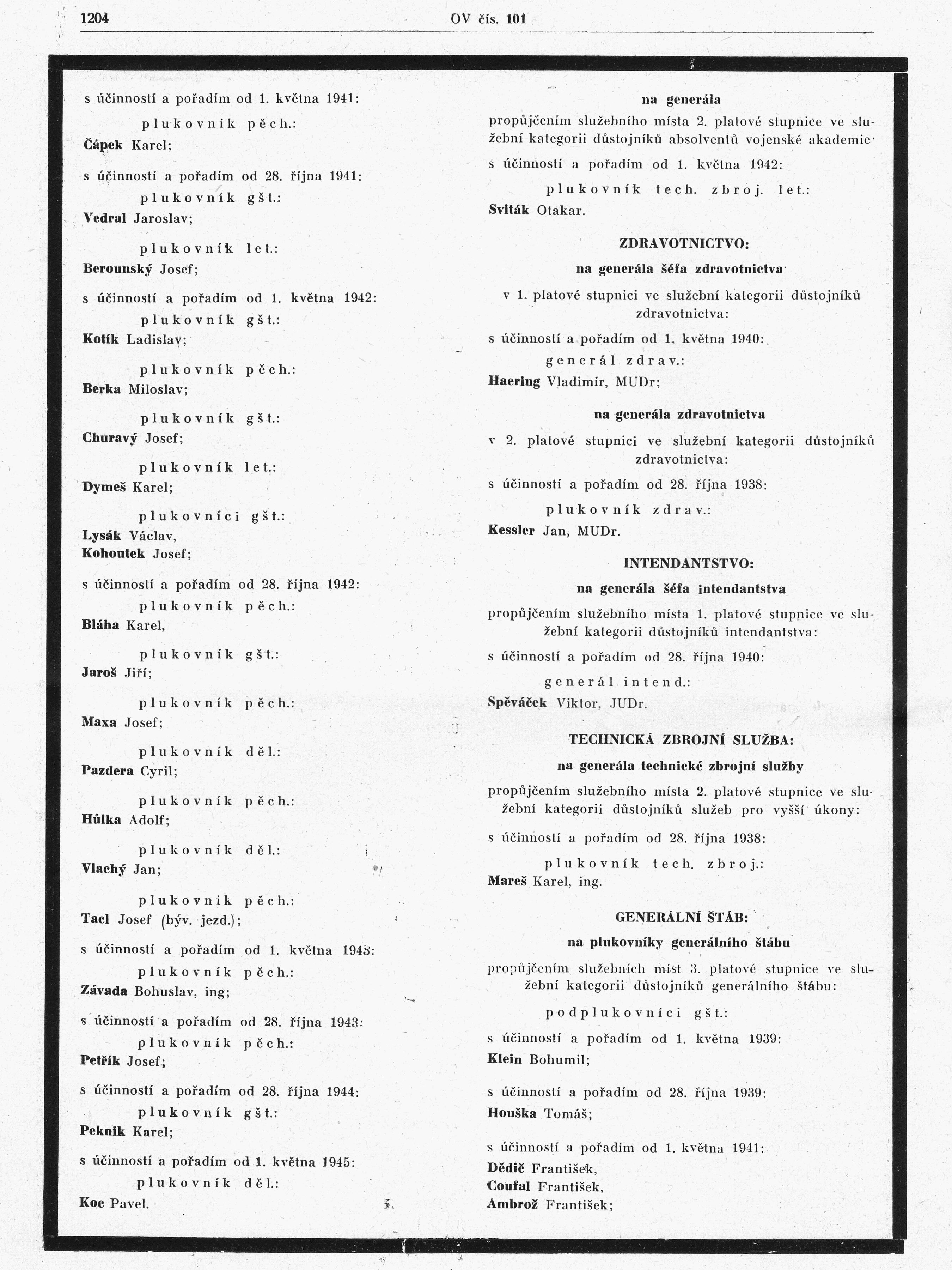
Osobní věstník MNO číslo 101, rok 1946 – strana 1204 s oznámením o povýšení
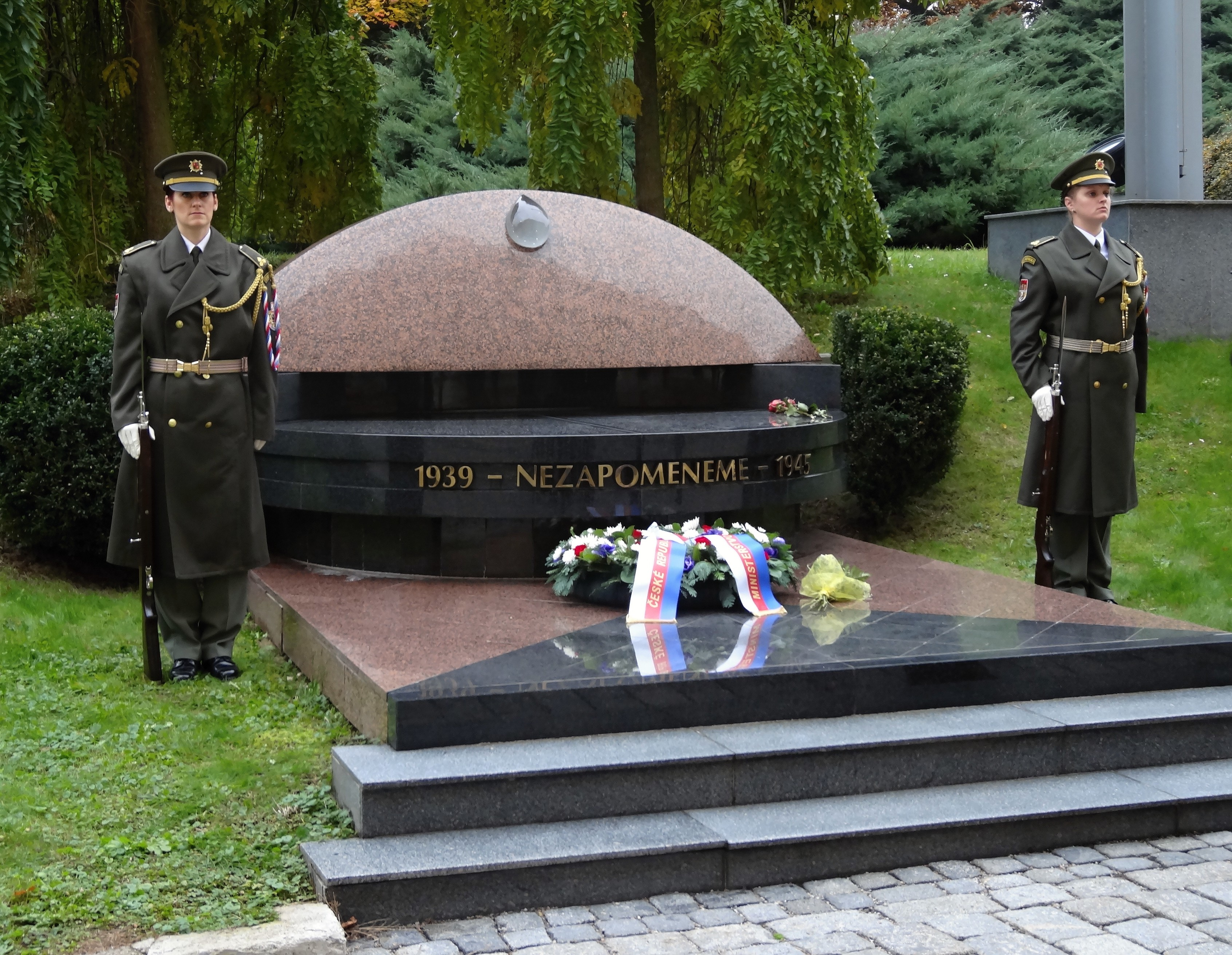
Pomník důstojníků Generálního štábu, Obětí z let 1939 - 1945. Pomník padlým a popraveným absolventům Vysoké školy válečné před sídlem Ministerstva obrany ČR

## Vyznamenání
- Československý válečný kříž 1939 1945, dekret č. 10703 in memoriam
- důstojník řádu Čestné legie, V. třída
- Řád rumunské koruny